# 独山军
独山军，唐朝时设置的军。
景龙三年（709年）置独山军，约在今青海省同德县一带。唐朝以吐蕃本黄河为界，以金城公主之故，桥河筑城，置独山、九曲二军，距积石二百里。开元初年废，地入吐蕃。